# 日米構造協議
日米構造協議（にちべいこうぞうきょうぎ、英: Structural Impediments Initiative SII）は、日米貿易摩擦を背景にアメリカ合衆国と日本の間で、日米貿易不均衡の是正を目的として1989年から1990年までの間、計5次開催された2国間協議である。1993年に「日米包括経済協議」と名を変え、1994年からはじまる、「年次改革要望書」「日米経済調和対話」への流れを形成した。

## 背景と経緯
米国経済の国際収支における対日貿易赤字を食い止めるため円安ドル高是正を図った1985年のプラザ合意であったが、プラザ合意以降の円高にあっても日本企業は経営合理化や生産拠点の外国への移転などで高い競争力を維持していたために、米国の対日赤字は膨らむ一方だった。そんな中、アメリカ合衆国議会は相手国に対する強力な報復制裁を含めた新貿易法・スーパー301条を通過させ、ホワイトハウスに対し対日強行措置を迫っていた。当時の通商問題は通常「GATT」（WTOの前身）で協議されていた。
日米貿易摩擦解消のため、アメリカ合衆国財務省が「日米構造協議」を立案しアメリカ合衆国通商代表部が実際の折衝にあたった。1989年7月14日の日米首脳会談の席上、ジョージ・H・W・ブッシュ大統領が宇野宗佑総理に提案し実現した。プラザ合意以降の円高ドル安の中にあっても米国の対日赤字が膨らむ要因は、日本の市場の閉鎖性（非関税障壁）にあるとして、主に日本の経済構造の改造と市場の開放を迫る内容となっている。（1990年1月31日にベルンで行われた非公式会議で判明した米国の日本に対する要求は、優に200項目を超える膨大な量で構成されている。）
日米構造協議以前にも「MOSS協議（市場分野別個別協議）」や「日米円ドル委員会」などの日米2国間での貿易交渉は度々行われてきたが、個別品目や為替などに範囲を限定したものであった。しかしながら、商習慣や流通構造などの国のあり方や文化にまで範囲を広げる交渉は日米構造協議がはじめてであった。
協議は1990年4月6日に中間報告をとりまとめ、同年6月28日に最終報告をとりまとめた。また、「日本構造協議最終報告」に盛り込まれた両国の経済構造改善策について進展状況を点検するために、1990年10月から1992年7月までに4回にわたるフォローアップ会合を行った。

## 評価

### 「名称」に対する批判
「Structural Impediments Initiative」は、正確には「構造障壁イニシアティブ（主導権）」と訳すべきであり、日本政府が「イニシアティブ（主導権）」を「協議」と誤訳したところには背景に政治的な意図が働いているとの指摘がある。

### 公共事業の拡大
最終報告の中で米国は、「（日本は）輸出につながる産業分野への投資より、公共分野に投資するほうが賢明」であるとし、日本に対しGNPの10%を公共事業に配分することを要求した。海部内閣はこれに応え、10年間で総額430兆円という「公共投資基本計画」を策定した。しかしその後、米国側から「日本の対外黒字の増加を考えれば、公共事業の目標の上積みが必要」との要望があったため、1994年に村山内閣で計画が見直され、社会資本整備費としてさらに200兆円を積み増しし、総投資額は630兆円を計上している。
この投資行動が箱物行政を生み出し、現在の日本の財政難の遠因であるとの指摘がある（しかし、純債務で見れば日本は財政難ではないという意見もある）。具体例としては、運輸省がこれ以上の地方空港は不要とする航空会社の意見を無視して、事業費消化のために「総滑走路延長指標」を用いて、日本の空港を乱立させたことが挙げられる。
米国のこの要請の背後には、世界に流出する多額のジャパン・マネーがドルの影響力を希薄化させていることを懸念し、ジャパン・マネーを日本国内に閉じ込める狙いがあった。一方、日本の慢性的な対米貿易黒字に対して、国富と雇用を奪われた米国が、外需主導ではなく　内需主導成長を求めたとも言われている。

### 土地税制の見直し
地価の高騰が企業の担保価値を莫大なものとしたことと円の高騰が、米国の不動産投資に日本から大量の資金を流れ込ませていた。またその担保価値を利用し、日本企業が比較的容易に海外投資を行っていたことが日本企業の競争力を高めていた。そこで地価高騰の背景として米国が着目した点が、日本の土地税制であった。日本の農地の保有税が宅地の80分の1であることが、資産として土地を保有しやすい状況を生み出し、地主が売り渋る。その間も地価が上がり続けるという悪循環があった。
結果として、宅地開発推進や効率的な土地利用の妨げになっていると考え、この点を軸に、日本に問題点として是正を要求したが、これは日本の経済学者が長年に渡って主張していた内容でもあったものの、農家や地主を中心とした自民党長期政権の支持基盤に対する配慮や、選挙・利権・政治資金源に関わるため、長年是正されなかった問題であった。

### 大店法の規制緩和
大型店を規制していた大規模小売店舗法だが、最終報告に対する日本のコミットメント（責任をもって関わっていくこと）を反映し、大型店の出店調整期間の上限が1年半に設定された。また1994年には、1,000平方メートル未満の出店が原則自由とするなどの改正が行われた(トイザらス協議)。
その後、2000年に大規模小売店舗法は廃止され、大規模小売店舗立地法が制定された。結果的に郊外に駐車場を備えた大型ショッピングセンターが次々に出来たため、地方都市中心部の商店街に顧客が来なくなった。各地の駅前にシャッター通りを相次いで発生させたとの指摘がある。

## コミットメント
第1回日米構造協議で指摘された問題点に対し、日米両国が採っていくべき措置とする以下のコミットメントが最終報告でなされた。
日本側
1. 貯蓄・投資パターン
→公共投資拡大のため、今後10年間の投資総額として430兆円を計上
2. 土地利用
→土地の有効活用のため、土地税制の見直し
3. 流通
→大規模小売店舗法の規制緩和
4. 排他的取引慣行
→独占禁止法の厳正化と公正取引委員会の役割強化
5. 系列
→企業の情報開示を改善
6. 価格メカニズム
→消費者および産業界に対する内外価格差の実態の周知

米国側
1. 貯蓄・投資パターン
→財政均衡法の目標達成年次をくりのべても赤字解消に努力
→税制上の措置による貯蓄や投資の奨励
2. 企業の投資活動と生産力
→海外からの投資に対する開放を維持
3. 企業ビヘイビア
→過大な役員報酬の抑制
4. 政府規制
→輸出規制の撤廃
5. R&D（研究開発）・科学技術
→研究開発力の強化およびメートル法の採用促進
6. 輸出振興
→輸出振興策に予算を計上
7. 労働力の訓練・教育
→高校の数学、理科の学力向上をはかる

## 協議日程
1989年
- 7月2日：非公式協議（ニューヨーク連銀）
- 7月14日：日米首脳会談（パリ）で日米構造協議開催を発表
- 9月4日：第1回日米構造協議（東京、～ 5日）
- 11月6日：第2回日米構造協議（ワシントン、～ 7日）

1990年
- 1月31日：日米構造協議非公式会議（ベルン）
- 2月22日：第3回日米構造協議（東京、～ 23日）
- 3月20日：日米構造協議非公式会議（ワシントン）
- 4月2日：第4回日米構造協議（ワシントン、～ 5日）
- 4月5日：「日米構造協議中間報告」発表
- 5月23日：日米構造協議非公式会議（ハワイ、～ 24日）
- 6月25日：第5回日米構造協議（～ 28日）
- 6月28日：「日本構造協議最終報告」発表
- 10月15日：日米構造協議フォローアップ会合（ボストン、～ 16日）

1991年
- 5月20日：日米構造協議フォローアップ会合（～ 21日、「フォローアップ第1回年次報告書」発表）

1992年
- 2月26日：日米構造協議フォローアップ会合（ワシントン）
- 7月28日：日米構造協議フォローアップ会合（東京、～ 29日）
- 7月30日：「フォローアップ第2回年次報告」発表

## 関連人物
- 畠山襄（当時通産省通商政策局長、通産審議官） - 棚橋祐治（当時通産省機械情報産業局長、同産業政策局長、通産事務次官） - 林貞行（当時外務省経済局長） - 薮中三十二（当時外務省北米局北米第二課長）